# SHEILA
SHEILA（シェイラ、1973年1月16日 - ）は、日本のファッションモデル・タレント・スポーツキャスター・女優。所属事務所はホリプロ。
キューバ出身。父親が日本人（鹿児島県枕崎市出身）で母親がキューバ人。弟はZyo（ジョー）である。身長164cm、血液型はO型。２児の母。

## 来歴
- デビュー前は、浜松町でOLとして勤務。その後、役者などの仕事とともにメジャーリーグの仕事を多くこなし、2001年にはNHK教育『スペイン語会話』の司会として抜擢される。また、中学三年間を養護施設で過ごしているため、その経験をふまえ、育児に関するワークショップの活動も行っている。
- 「おしん」が大好きで女優を目指しており、ワークショップに通っていた。再現VTRや外国人役で仕事が増えたが、顔で役が限られるため、講師から諦めるように言われた。
- 事務所の方針で元々は年齢を明かしていなかったが、2005年に出演した『踊る!さんま御殿!!』で明石家さんまに年齢を聞かれ、ばらされた。また、その際に両親の出会いと結婚についてのエピソードも語っている。
- 父はマグロ漁船乗りの船長で世界各地を回っていた際に、キューバを気に入り10年ほど滞在していた際に、14歳だったSHEILAの母と知り合い、17歳の時に生まれた。キューバで育つも「日本で教育させた方が良い」と日本に移住した。父と母は一回り歳が離れており、SHEILAは「お父さん」「ママ」と呼んでいる。
- 2006年10月8日から白石美帆の後任として「J-SPO（TBS）」に登場。
- 2007年雑誌『S Cawaii!』モデル最年長。34歳にして10代後半から20代前半向け雑誌のモデルを務め、現在は他雑誌で活動中。
- 『ロンドンハーツ』初登場となった「オシャレゲート」のコーナーでは、辛口ファッションチェックのドン小西にちなんで「ドンSHEILA」と言われ的確なファッションアドバイスが好評でイベントなどの依頼が多い。
- 小学生の頃から大のスヌーピーファンで、同作品の翻訳を手がける谷川俊太郎に認められ、タレントとしては初となるニューブランド、「SNOOPY Star★d'or」を立ち上げスヌーピーの大人向けアクセサリーやその他のアイテムを多数手がける。
- 2010年2月4日にウエディングドレスとカクテルドレスをデザインしたブランド「Feliz　boda」を発表。

- 2009年7月8日に会社役員の一般男性（１歳年下）と11年の交際を実らせて結婚。その後2011年10月に妊娠5か月であることを発表した。2013年10月に第2子長男を出産した後は尿漏れが酷く、トランポリンした時に、びっくりするぐらいジャーッっと漏れたことがあり、日常生活でもくしゃみや子供を抱くとチョロっと漏れ、蛇口のように出るなど全く制御が効かないことをテレビで打ち明けた[2]。

- 2019年5月31日、くも膜下出血を発症して、緊急手術を受ける[3]。12月22日、約7か月ぶりにインスタグラムを更新し、近況を報告した[4]。

## 人物
- 主にスポーツキャスター・タレント・モデルとして活動しているが、実は役者出身。現在はスポーツキャスターなどMCを中心に活動。最近は女優業も復活しドラマにも出演。
- スポーツが大好きで、自身も野球チームに所属。特にキューバ野球とメジャーリーグのファン。TBS『JSPO』やスカパー、フジテレビ『たまっち！』などで、MCや現地リポーターとして活動している。WBCキューバ戦では、選手のリポートなどでも活動した。2009年WBCの日本対キューバ戦では、キューバ大使館を訪れて、観戦した。好きなメジャーリーグの選手は、イバン・ロドリゲスとカルロス・ギーエンである。
- スペイン語が堪能なため、デビッド・オルティーズなどのメジャーリーグに所属するラテン系の選手の素の声を届けられる。また、英語も少々喋ることができ、3カ国語を話すことができるトライリンガルである。
- シーズン中のインタビューに滅多に応じないバリー・ボンズのインタビューを行ったことがある。
- キューバで不足している野球用具を日本から送る「ペロタdeアニモ！」と言う慈善活動を2009年4月に自らのブログで提唱し、バットやボールなどを送付したり自身でキューバまで持っていき子供達や選手達に届けている。
- キューバの有名選手ユリエスキ・グリエルとは友人であり、本人を通して中島裕之も2009年のWBCで仲良くなり、それをきっかけに中島がグリエルに寄贈する野球道具を本人が架け橋となりグリエルに届けている。その後、横浜DeNAベイスターズと契約し、グリエルと再会した。
- 2010年からはキューバ野球のナショナルチームと帯同し、チームの一員として世界大会のサポートに参加。
- 草野仁や桑田真澄が理想のタイプの男性である。
- マグロ漁船に乗っていた父親の影響で刺身に関しては舌が肥えている。
- 好きなアーティストは倉木麻衣である。倉木のデビュー曲をオーディションで歌い合格したゆかりもある。

## 過去の出演

### テレビ
- スペイン語会話（NHK教育） ※2001年-2002年度MC、2004年度下半期レギュラー
- オンガクのDNA（tvk、2004年5月～2005年3月）
- ラジかるッ（日本テレビ） 水曜日レギュラー、2006年4月5日 - 2007年9月26日
- ワールドビジネスサテライト（テレビ東京）リポーター
- ぐるはぴっ!（テレビ東京）※レギュラー
- スポーツセンターUSA・国際編（スポーツ・アイ ESPN）※キャスター
- MLBナビ（スカイパーフェクTV!）※レギュラー
- MLB・エクストライニング（スカイパーフェクTV!）レギュラー
- 恋愛脳℃（BS-i）※レギュラー
- ザ・クイズマンショー（テレビ朝日、2008年4月 - 8月）
- ボニータ!ボニータ!! 〜名古屋ガールズコレクション〜（テレビ愛知、2007年8月6日 - 2010年3月28日）レギュラー
- ぷりてぃうーまん（テレビ朝日、2008年4月 - 9月）司会
- J-SPO（TBS、2006年10月9日 - 2009年3月23日）
- なるトモ!（読売テレビ）
- 女神のアンテナ（テレビ朝日）
- ライオンのごきげんよう（フジテレビ、2007年11月6日・11月7日、2010年3月19日・3月22日・3月23日）ゲスト
- フルタの方程式（テレビ朝日）※2010年7月18日、ゲスト
- ロンドンハーツ（テレビ朝日）※企画（オシャレゲート）レギュラー　不定期出演
- たかじん胸いっぱい（関西テレビ）準レギュラー
- アッコにおまかせ!（TBS）準レギュラー

#### ドラマ
- それが答えだ!（フジテレビ、1997年）
- 白衣のふたり（東海テレビ制作、フジテレビ、1998年）
- ザ・美容室（東海テレビ・テレパック制作、フジテレビ、2000年）
- 結婚できない男（関西テレビ、2006年7月 - 9月）

### ラジオ番組
- Animo!(FMヨコハマ、2009年4月 - 2010年9月)
- Honda Smile Mission（TOKYO FM、JFN系列局、2009年4月1日 - 2012年3月2日、2012年7月2日 - 2013年9月2日、2014年1月3日 - 2019年）
- au Music FIESTA 〜From KDDI DESIGNING STUDIO〜（bayfm、NACK5、FMヨコハマ）
- BAY LINE 7300（bayfm、2003年 - 2005年）
- SPORTS DISCOVERY from TOKYO SKYTREE TOWN STUDIO（文化放送、2014年4月 - 2015年3月）
- Vamos A CUBA (InterFM897)(2017年1月1日 - 2017年12月31日)
- The BAY☆LINE（bayfm 2018年9月6日 - 2018年9月27日） - 木曜日担当鈴木あきえの産休に伴う代演

## 書籍
- 武田とSHEILAのイージースパニッシュ!（小学館）
- S Cawaii!（主婦の友社）
- mina（同）
- GLAMAROUS
- Kiss & Tell

### 新聞連載
- 2008年1月9日より2009年3月25日まで、読売新聞水曜夕刊内『ムチャぶり大作戦』と題したコーナーに、ガッツ石松と隔週で紙上登場（SHEILAの実質的な登場は、2008年1月16日夕刊から2009年3月18日まで）。“SHEILA隊長”として、様々な『指令』を出していた。